# Chevron Corporation
Chevron Corporation, američka naftna kompanija sa sjedištem u San Ramonu, Kalifornija. Nastala je 1926. godine spajanjem nekadašnje podružnice Rockefellerove tvrtke Standard Oil, pod nazivom Standard Oil Company of California (Socal) i Pacific Oil Company. Pod imenom Standard Oil Company of California posluje do 1984. godine, kada kupuje Gulf Oil Company i dobiva sadašnje ime. Djeluje u više od 90 zemalja; u 2014. godini imala je 64.700 zaposlenih i ostvarila prihod od 220 milijarda USD.

## Vanjske poveznice
- Službene stranice (engl.)
- Chevron Corporation Hrvatska enciklopedija